# Uso de plantas medicinais

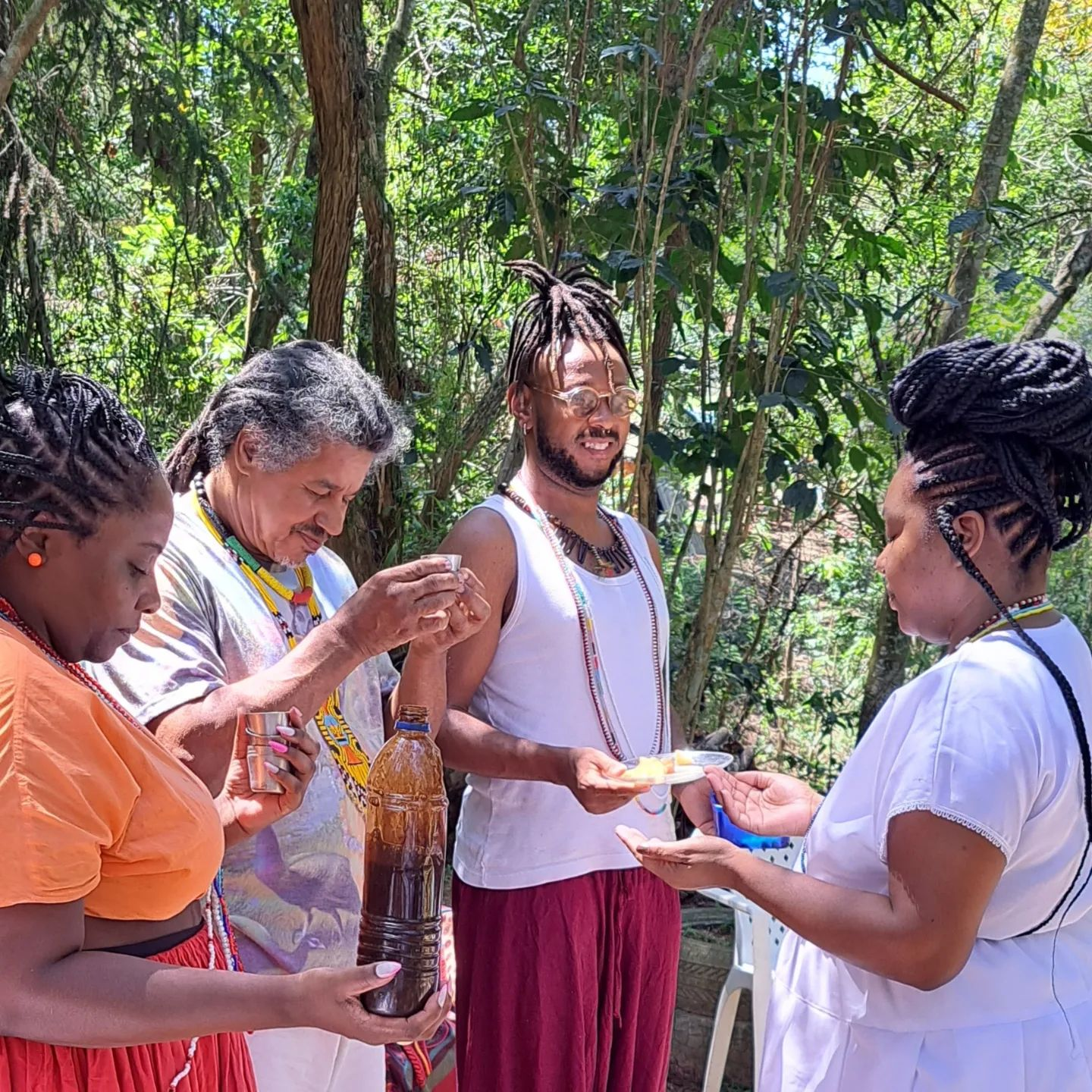
Consagração da ayahuasca no Quilombo Caminho das Pedras (2024).

O uso de plantas medicinais pelos povos indígenas da Amazônia, sofreu influências primeiro pelos contatos interétnicos com as sociedades ocidentais, cujos representantes adentravam seu território e traziam com eles elementos da medicina popular europeia. Numa fase posterior, a migração de nordestinos para a região introduziu práticas e saberes de origem africana, não mais em sua forma original, mas reprocessados pela cultura sincrética do Nordeste brasileiro. Desta forma, o uso de plantas medicinais sistematizado pelas populações locais, tornou-se um traço cultural relevante e característico desta amálgama de saberes.

## Visão geral
Além dos povos tradicionais indígenas, que detinham um histórico sociocultural anterior à chegada dos europeus, os povos tradicionais não-indígenas ("caiçaras, caipiras, babaçueiros, jangadeiros, pantaneiros, pastoreio, praieiros, quilombolas, caboclos/ribeirinhos amazônicos, ribeirinhos não-amazônicos, varjeiros, sitiantes, pescadores, açorianos e sertanejos/vaqueiros"), também trouxeram suas influências culturais no tocante ao uso de plantas medicinais. Este conhecimento, passado de geração em geração de forma oral, constitui-se muitas vezes na única forma de tratamento de saúde para populações distantes de centros urbanos e do aparato médico provido pelo estado.
Conforme descrito num estudo efetuado em 2019 no município de Manicoré, Amazonas, o qual pode ser extrapolado para comunidades em situação similar, as plantas medicinais "são encontradas principalmente nos quintais aos arredores de suas casas, algumas são silvestres encontradas na área da mata. O hábito de cultivar é bastante valorizado pelos moradores, pois podem fazer uso assim que sentir necessário, dessa forma podem passar o conhecimento para os mais jovens da família".
Deve ser notado, contudo, que para os povos tradicionais, o conceito de saúde está associado à capacidade de trabalho. Se alguém tem saúde, sente disposição para trabalhar; a doença altera esse estado de coisas, e dependendo dos sinais com que se manifesta no doente, pode ser caracterizada como "doença do corpo" ou "do espírito" (ou "doença de remédio" e "doença de reza", em outras localidades amazônicas). Dentro desta mesma lógica, há alimentos que possuiriam a capacidade de retardar a cura ou até mesmo de ocasionar doenças; é o que se diz das carnes (de caça e de peixe) ditas "remosas", cujo consumo é proibido durante o processo de recuperação do paciente ou antes de uma sessão de cura feita por um rezador.
Em fins do século XX, a procura por rezadores e remédios populares ainda era arraigada nas comunidades ribeirinhas. Somente quando não surtiam o efeito desejado, recorria-se à medicina tradicional. Todavia, em se tratando de "doenças do espírito", tratadas com rezas e plantas medicinais, os benzedores continuavam a ter o seu público fiel.

## Medicamentos fitoterápicos
O Brasil é o país com a maior biodiversidade em todo o planeta, abrigando cerca de 38 mil espécies vegetais. Cerca de 15% de toda a biodiversidade da Terra está concentrada no bioma amazônico, embora o mesmo tenha perdido cerca de 20% de sua cobertura vegetal desde a década de 1960, havendo a expectativa de que as perdas poderão atingir 40% por volta de 2050. Apenas em 2021, segundo dados do Boletim do Desmatamento da Amazônia Legal, foram desmatados 10.362 km² na Amazônia Legal, principalmente no estado do Pará, o que equivale à metade do estado de Sergipe. A devastação, que segue em ritmo acelerado, tem impactado no regime de chuvas, na perda da biodiversidade e no aquecimento global, além de representar uma série ameaça à sobrevivência dos povos tradicionais.
Contrapondo-se a este cenário desolador, nas primeiras décadas do século XXI começaram a surgir alternativas para o manejo economicamente sustentável da selva, com a exploração de produtos locais por pequenos produtores, para a fabricação de medicamentos fitoterápicos e cosméticos. O governo federal também reconheceu a importância do patrimônio genético brasileiro, constantemente ameaçado pela biopirataria, bem como do conhecimento tradicional, através da Política Nacional de Plantas Medicinais e Fitoterápicos, de 2006, e da Lei da Biodiversidade, de 2015. A Organização Mundial de Saúde também reforçou a importância do conhecimento tradicional, destacando que deveriam ser efetuados levantamentos regionais das plantas usadas em medicina popular, estimular o uso das que tivessem comprovado efeito terapêutico, desaconselhar o uso de práticas de medicina popular inúteis ou perniciosas, e desenvolver programas para o cultivo das plantas selecionadas, para que fossem utilizadas com eficácia.
Em pleno século XIX, contudo, a floresta amazônica foi objeto de um dos primeiros estudos de etnofarmacologia, logo que esta foi estabelecida como ciência; o pioneiro da farmacologia e fisiologia Claude Bernard, fez pesquisas sobre o curare, usado pelos indígenas para caçar animais. Constatou que o veneno vegetal só fazia efeito quando entrava em contato com a circulação sanguínea, sendo inofensivo mesmo quando usado por via oral (e que os indígenas o usavam inclusive para problemas de estômago). O curare, cujo princípio ativo só foi isolado em 1935, serviu de base para o desenvolvimento de medicações mais seguras, como o decametônio, suxametônio e atracúrio.
A primeira autorização de utilização de um componente do patrimônio genético e tradicional para fins de bioprospecção no Brasil, foi concedida pelo Ministério do Meio Ambiente em 2007, para uma pesquisa realizada na Amazônia por Suzana Guimarães Leitão e Danilo Ribeiro de Oliveira, professores da Universidade Federal do Rio de Janeiro. Da pesquisa etnofarmacológica fizeram parte espécies como a Lippia origanoides Kunth (Verbenaceae), utilizada pelas parteiras em Oriximiná, Pará, e a saracura-mirá ou cerveja-de-índio (Ampelozizyphus amazonicus Ducke, Rhamnaceae), usada no tratamento da malária.
Outras plantas amazônicas cujo estudo pode resultar em novos tratamentos de saúde, são o cipó Banisteriopsis caapi e as folhas da Psychotria viridis, que constituem a base da bebida alucinógena ayahuasca. A bebida, usada com fins religiosos em estabelecimentos autorizados, tem sido objeto de pesquisa para tratamento psiquiátrico, tendo já demonstrado possuir efeitos antidepressivos e ansiolíticos.
Finalmente, através das tradições culturais dos indígenas, descobriu-se que o óleo de copaíba (Copaifera spp., Fabaceae) possui propriedades cicatrizantes e anti-inflamatórias.

## Bioeconomia
A bioeconomia, aqui significando o manejo sustentável dos recursos florestais e agrícolas, tem se convertido numa fonte de renda viável para diversas comunidades amazônicas, desde o início do século XXI. Dentre os produtos explorados, estão o guaraná, açaí, babaçu, castanhas-da-amazônia, seringueira, mangaba, umbu e outras frutas nativas, bem como cogumelos diversos, cujo valor econômico tem crescido através de selos como produto orgânico, indicação geográfica ou patrimônio nacional imaterial, como no caso da "pimenta baniwa".
O açaí é um dos principais símbolos do potencial amazônico para gerar desenvolvimento regional, envolvendo mais de 110 mil unidades produtivas, 90% das quais constituídas por núcleos familiares. Outra fonte de riqueza local é a castanha-do-pará, a qual representa 1% do mercado global de nozes e castanhas, e cujo extrativismo ajuda a preservar a floresta, além de prover o sustento para dezenas de milhares de famílias por toda a Amazônia. Calcula-se que a exploração da castanha pode representar até 35% da renda das famílias que vivem da atividade extrativista.
Outro importante mercado para produtos amazônicos é o de óleos essenciais para a criação de perfumes, como o Chanel nº 5, o qual completou 100 anos em 2021. O óleo essencial, neste caso, é extraído do pau-rosa (Aniba rosodora Ducke, Lauraceae). Inicialmente, derrubava-se a árvore para extrair o óleo, o que quase levou a espécie à extinção; atualmente, contudo, o óleo é obtido das folhas e galhos, num processo de manejo sustentável.

## Pajelança

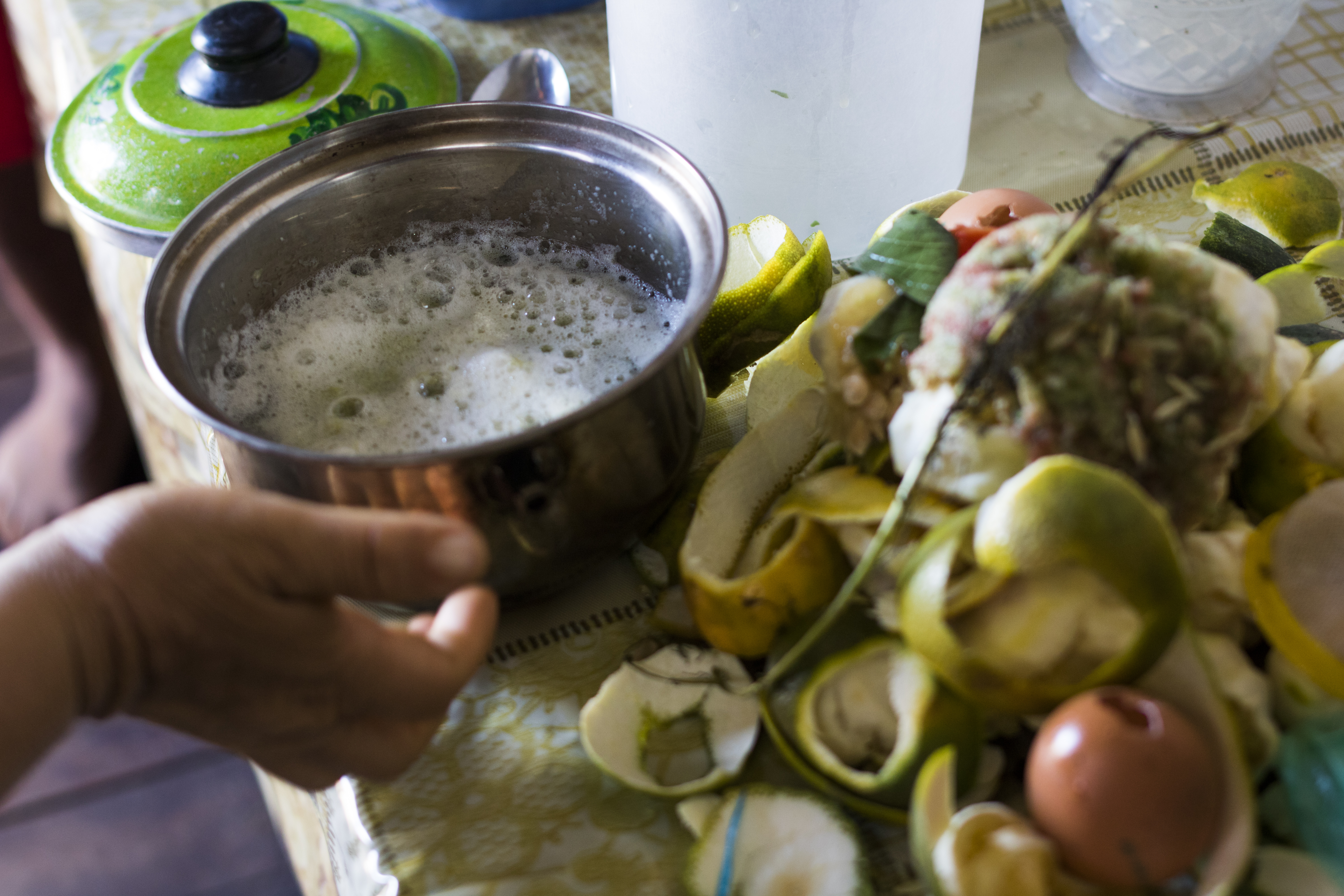
Preparado contra a Covid-19, feito pelos indígenas Shipibo-Conibo da Amazônia peruana.

Embora a medicina indígena tenha sofrido preconceito por parte dos colonizadores, os quais consideravam suas práticas como supersticiosas ou ineficazes, é certo que mantiveram seu espaço junto às comunidades tradicionais não-indígenas, que as incorporaram ao seu acervo de tratamentos contra males físicos e espirituais. Houve um longo caminho até o reconhecimento destes saberes pela medicina tradicional e pelos órgãos de estado, mas na primeira década do século XXI, isto começou a mudar com a criação da Secretaria de Saúde Indígena (Sesai). O órgão buscou incorporar saberes tradicionais dos povos originários, em seu conjunto de ações de saúde para estas populações, e em 2024, foi criado um grupo de trabalho visando incorporar práticas da medicina indígena como cuidados complementares, no Sistema Único de Saúde.
Antes do reconhecimento oficial, já havia um esforço na sociedade civil para levar adiante esta ideia. Em 2009, uma criança da etnia tucano foi levada para Manaus (AM) após ter sido picada por cobra, e corria o risco de ter uma perna amputada. Os parentes inconformados, recorreram à justiça para que técnicas tradicionais fossem utilizadas como terapia complementar, e isto salvou a perna da criança. Esta ocorrência levou à criação em 2017, do Bahserikowi'i – Centro de Medicina Indígena da Amazônia, localizado em Manaus, voltado para o atendimento de indígenas e não-indígenas por pajés (ou kumuã), das etnias tucano, tuyuka e desano. Os kumuã são formados através de um processo que pode levar até cinco anos, e é conduzido por um pajé mais experiente, exigindo grande dedicação por parte do aprendiz. Como explica o fundador do Bahserikowi'i e antropólogo, o tucano João Paulo Barreto,
| “ | Funcionamos como um consultório médico de tratamento de doenças. As pessoas vão lá com seus problemas e se encontram com o Kumu, que é mais conhecido como pajé, e ele faz o diagnóstico das doenças e faz o tratamento. | ” |

Segundo João Paulo, não se trata apenas de uma cura baseada na fé ou na religião, mas de compreender que a relação dos seres humanos com o ambiente pode perturbar este de tal forma, que o mesmo revida através das entidades espirituais que o habitam, causando doenças. A cura depende então de uma combinação de tratamentos que incluem plantas medicinais, benzimentos, dietas específicas e mudanças comportamentais.
É importante ressaltar que o uso da medicina indígena não exclui a tradicional. Após a avaliação do kumu, este pode determinar que o tratamento prossiga ou seja complementado pela medicina convencional.

## Uso moderno e não-indígena
O Brasil, por sua vasta biodiversidade, possui um grande potencial para o desenvolvimento de produtos fitoterápicos inovadores. Todavia, colocar em prática esta possibilidade tem se revelado um desafio tanto no campo técnico quanto legal. Em 2011, o professor João Batista Calixto, referência na área de fitoterápicos, declarou que "o acesso dos pesquisadores brasileiros e das indústrias farmacêuticas à biodiversidade para o desenvolvimento de fitoterápicos tem trazido enormes problemas para o avanço em P&D". O principal entrave, segundo apontou o especialista, partiria do Conselho de Gestão do Patrimônio Genético (CGEN), órgão criado em 2001 e vinculado ao Ministério do Meio Ambiente, o qual estaria dificultando a emissão de autorizações para acesso e coleta de amostras, necessárias para a realização de estudos.
Do ponto de vista técnico, o desenvolvimento de fitoterápicos é uma atividade complexa, que demanda interdisciplinaridade na abordagem de problemas tais como o cultivo e a sazonalidade de espécies vegetais para este fim. A resposta por parte do governo federal concretizou-se a partir do Decreto Nº 5.813, de 22 de junho de 2006, que aprovou a Política Nacional de Plantas Medicinais e Fitoterápicos. Foi seguido em 2008 pelo Programa Nacional de Plantas Medicinais e Fitoterápicos, implantado pelo Ministério da Saúde no Sistema Único de Saúde (SUS), o qual pretendia alavancar toda a cadeia produtiva, do cultivo das plantas até a produção de fitoterápicos. Todavia, constatou-se que em 2022 havia apenas 342 produtos fitoterápicos registrados na Anvisa, dos quais, cerca de 10% baseados em plantas brasileiras.
Ainda assim, alguns progressos têm sido obtidos, principalmente quando partem de pesquisas acadêmicas de instituições públicas da região amazônica. Dentre estes, destaca-se um produto fitoterápico que utiliza a gordura vegetal de murumuru (Astrocaryum murumuru Mart.), desenvolvido pelo grupo de pesquisa da professora Kariane Nunes, da UFOPA, e que recebeu a patente BR102015030888A2 do Instituto Nacional da Propriedade Industrial (INPI). Outro produto, à base de extrato de jucá (Libidibia ferrea) para cicatrização de feridas em cães, foi elaborado pelo grupo de pesquisa da professora Ádria Américo, e revelou-se mais eficaz do que a pomada comercial de alantoína.

## Uso inadequado
Embora os produtos à base de plantas medicinais sejam seguros quando utilizados corretamente, os efeitos adversos oriundos do seu consumo inadequado quase sempre são ignorados pelos usuários. Dentre outros fatores que podem trazer resultados indesejados, e até mesmo intoxicação, estão a correta identificação da planta (e da parte a ser usada como medicamento), o acondicionamento ou conservação incorretos (que podem causar contaminação do produto), e a automedicação, muitas vezes omitida dos profissionais de saúde, por se tratar de "remédios caseiros" supostamente inofensivos.
Para combater a desinformação, são recomendadas ações educativas e informativas em escolas, serviços de saúde e em comunidades. Neste último caso, ganha relevância o trabalho dos agentes comunitários de saúde, disseminando o conhecimento correto sobre o uso de plantas medicinais junto ao público que mais faz uso delas.